# Kwan Gaya
Œuvres principales
- Survivants
- Man's Story
- Lucky Adventure
- The Sun And the Moon
- Blue Road

Kwan Gaya est un manhwaga né en 1966 dans le Gyeongsang. Il se fait connaître par la série La Lune et le Sabre, un manhwa d'art martial picaresque situé dans une Corée médiévale fantasmée, en 1996. Réédité plus tard en 5 puis 3 volumes chez Sigongsa. Puis il dessine le post-apocalyptique Survivants (영점프, Namja Iyagi) chez Young Jump, avec un scénario de Chua Bak. En 2000, est publié dans la revue Cocomics (코코 믹스) la série Pungun nama, plus tard republié en 2 volumes. De 2002 à 2004, Kwan travaille sur Purun kil, publié en cinq volumes. Il a été traduit en français et en allemand.

## Œuvre
- 1996 - 1997 : La Lune et Le Soleil (Gochawon). 3 volumes.
- 1998 : Survivants (Seoul Cultural Publishers). Premier volume publié en France sous le nom Survivantsl (Kami). 10 volumes parus.
- 1999 : Man's Story (남자이야기)
- 2000 : Lucky Adventure
- 2002 : Blue Road
- 2005 : Quing Zhi Dao (scénario : Jiang Hu Chuan Qi Shi)
- 2008 : Namhansanseong 6 volumes traitant des invasions en Corée au début du XVIIe siècle (la Guerre Imjin, la Première invasion Mandchoue de la Corée et la Seconde invasion Mandchoue de la Corée). Parus chez Gobooky Books[1] (vidéo promo[2]).